# レイモンド・バー
レイモンド・バー（Raymond William Stacey Burr, 1917年5月21日 - 1993年9月12日）は、カナダ出身の俳優。

## 略歴
カナダのブリティッシュ・コロンビア州ニューウェストミンスター出身。父はハードウェアのセールスマン、母はピアニスト・音楽教師だった。父の仕事の関係で子供時代を中国で過ごした。両親が離婚後、母・妹・弟と共にアメリカ合衆国カリフォルニア州ヴァレーホへ移住。第二次世界大戦中は海軍に入隊したが、沖縄戦で負傷し帰国。
海軍を退役後、演劇に興味を抱き1946年に初めて映画に出演する。続く10年間に90作品に出演した。『陽のあたる場所』、『裏窓』といった作品に出演した。悪役を多く演じたが、1956年では『怪獣王ゴジラ』でスティーブ・マーティン記者役を演じ、1985年の『ゴジラ1985』でも同役を演じた。
1957年にE・S・ガードナーの『ペリー・メイスン』シリーズのテレビドラマ化でペリー・メイスン役を演じ、テレビスターの仲間入りをした。同作品は人気を博して9年間続き、1959年と1961年にエミー賞主演男優賞を受賞した。1967年にはもう一つの長寿ドラマシリーズ『鬼警部アイアンサイド』で、車椅子の刑事役を演じた。同作品は1975年まで続いた。他にもいくつかのテレビドラマに出演したがいずれも短命に終わり、ヒットとはならなかった。
1980年にはデニス・ホッパーの監督作品『アウト・オブ・ブルー』に脇役として出演した。また、1982年にはペリー・メイスン役をパロディにした『フライングハイ2』に出演した。1985年には再びペリー・メイスン役を演じ、26本の二時間映画シリーズに出演した。
自らが演じた悪漢や不屈の英雄のイメージとは対照的に、実際の生活ではチャリティに多額の寄付を行い、また20人の孤児を養育した慈善家だった。一方で彼はテレビ局の幹部やディレクターに、自身に示すのと同じ尊敬を共演者達にも示すように主張した。
コロンビア大学映画学科では講師として演技指導を行った。
私生活では結婚歴があり、複数の女優とのロマンスが噂されたこともあったが、実際にはゲイだった。
1993年9月12日、肝臓癌のためカリフォルニア州ヒールスバーグで死去（76歳没）し、故郷ニューウェストミンスターのフレーザー墓地に埋葬された。また彼はハリウッド大通り6656のハリウッド・ウォーク・オブ・フェームに星を持っている。
2000年10月、ブリティッシュコロンビア州ニューウェストミンスターに「レイモンド・バー・パフォーミング・アーツ・センター」がオープンした。同劇場での上演開始以来、各演幕のどこかにレイモンド・バーの写真が必ず飾られた。238の座席を持つ同劇場は650席に拡張する計画を持っていたが、2006年に閉鎖された。

## 主な出演作品

### 映画
| 公開年 | 邦題 原題                                                      | 役名                          | 備考                                       |
| ------ | -------------------------------------------------------------- | ----------------------------- | ------------------------------------------ |
| 1948   | 眠りの館 Sleep, My Love                                        | ストレイク軍曹                |                                            |
| 1948   | おとし穴 Pitfall                                               | J・B・マクドナルド            |                                            |
| 1948   | 脱獄の掟 Raw Deal                                              | リック・コイル                |                                            |
| 1948   | ドン・ファンの冒険 Adventures of Don Juan                      | アルバレス                    |                                            |
| 1949   | 戦乱の花嫁 Bride of Vengeance                                  | ミケロット                    |                                            |
| 1949   | 赤い灯 Red Light                                               | ニック・チャーニー            |                                            |
| 1949   | ラヴ・ハッピー Love Happy                                      | アルフォンス・ゾト            |                                            |
| 1951   | 陽のあたる場所 A Place in the Sun                              | R・フランク・マーロウ地方検事 |                                            |
| 1951   | 替え玉殺人計画 His Kind of Woman                               | ニック・フェラーロ            |                                            |
| 1951   | 熱砂の戦い New Mexico                                          | アンダーソン一等兵            |                                            |
| 1952   | ダニー･ウィルスンに会ってくれ Meet Danny Wilson                | ニック・ドリスコル            |                                            |
| 1952   | マニラ Mara Maru                                               | ブロック・ベネディクト        |                                            |
| 1952   | 征服されざる西部 Horizons West                                 | コード・ハーディン            |                                            |
| 1953   | 青いガーディニア The Blue Gardenia                             | ハリー・プレブル              |                                            |
| 1953   | コルシカの嵐 The Bandits of Corsica                            | チェザーレ・ジョナット男爵    |                                            |
| 1953   | ターザンと巨象の襲撃 Tarzan and the She-Devil                  | バルゴ                        |                                            |
| 1954   | 豪傑カサノヴァ Casanova's Big Night                            | ブラガディン大臣              |                                            |
| 1954   | ゴリラの復讐 Gorilla at Large                                  | サイラス・ミラー              |                                            |
| 1954   | 裏窓 Rear Window                                               | ラーズ・ソーワルド            |                                            |
| 1955   | お若いデス You're Never Too Young                              | ヌーナン                      |                                            |
| 1955   | 教会に鐘は鳴る Count Three and Pray                            | ヤンシー・ハギンズ            |                                            |
| 1955   | 白昼の対決 A Man Alone                                         | スタンリー                    |                                            |
| 1955   | サンダ峠の待伏せ Thunder Pass                                  | タルサ                        |                                            |
| 1955   | 怒りの刃 Passion                                               | ロドリゲス                    |                                            |
| 1956   | 怪獣王ゴジラ Godzilla, King of the Monsters!                   | スティーブ・マーティン        | 1954年の日本映画『ゴジラ』のアメリカ編集版 |
| 1956   | 硝煙 Great Day in the Morning                                  | ジャンボ・ミーンズ            |                                            |
| 1956   | 荒野の宿敵 The Brass Legend                                    | トリス・ハッテン              |                                            |
| 1968   | 野良犬の罠 P.J.                                                | ウィリアム・オービソン        |                                            |
| 1977   | 明日なき銃弾 Tomorrow Never Comes                              | バーク                        |                                            |
| 1978   | 私は殺していないThe Jordan Chance                              | フランク・ジョーダン          | テレビ映画                                 |
| 1979   | 暴走パニック超特急 Disaster on the Coastliner                  | エステス・ヒル                | テレビ映画                                 |
| 1980   | ツタンカーメンの呪い The Curse of King Tut's Tomb              | ジョナッシュ・サバスチャン    |                                            |
| 1980   | クレイジー・ナイト The Night The City Screamed                 | 市長                          | テレビ映画                                 |
| 1980   | アースライト/君は星になった The Return                         | クレイマー博士                |                                            |
| 1980   | アウト・オブ・ブルー Out of the Blue                           | ブリーン博士                  |                                            |
| 1982   | フライングハイ2/危険がいっぱい月への旅 Airplane II: The Sequel | 判事                          |                                            |
| 1985   | ゴジラ1985 Godzilla 1985                                       | スティーブ・マーティン        | 1984年の日本映画『ゴジラ』のアメリカ編集版 |
| 1991   | ジョン・キャンディの夢におまかせ Delirious                     | カーター・ヘディソン          |                                            |
| 1993   | 帰って来た鬼警部アイアンサイド The Return of Ironside          | ロバート・アイアンサイド警部  | テレビ映画                                 |

### テレビドラマ
| 公開年    | 邦題 原題                                        | 役名                         | 備考                |
| --------- | ------------------------------------------------ | ---------------------------- | ------------------- |
| 1957-1966 | ペリー・メイスン Perry Mason                     | ペリー・メイスン             | 主演、271エピソード |
| 1967-1975 | 鬼警部アイアンサイド Ironside                    | ロバート・アイアンサイド警部 | 主演、194エピソード |
| 1977      | 特報記者キングストン Kingston: Confidential      | R・B・キングストン           | 主演、13エピソード  |
| 1977      | 愛の嵐に 79 Park Avenue                          | Armand Perfido               | ミニシリーズ        |
| 1979      | 遥かなる西部 Centennial                          | ハーマン・ボックワイス       | ミニシリーズ        |
| 1979      | 特捜警部アイシャイド Eischied                    | 警察署長                     | 1エピソード         |
| 1985-1993 | 新・弁護士ペリー・メイスン Perry Mason TV movies | ペリー・メイスン             | 主演、26エピソード  |